# تريو 600
تريو 600 (بالإنجليزية: Treo 600)‏ هو هاتف ذكي من بالم.

## الخصائص
- الكاميرا الخلفية: 0.3 ميجابكسل
- الشاشة: شاشة لمس إل سي دي 160×160
- الوزن: 168 غرام
- المعالج: 144 ميجا هرتز
- الذاكرة: 32 ميجابايت